# Agostino Scilla
Agostino Scilla, italijanski slikar, paleontolog in geolog, * 10. avgust 1629, Messina,  † 31. maj 1700, Rim.